# Prokuracije
Prokuracije (iralijansko Procuratie) so tri povezane stavbe vzdolž oboda trga svetega Marka v Benetkah v Italiji. Dve zgradbi, Procuratie Vecchie (Stare prokuracije) in Procuratie Nuove (Nove prokuracije), so zgradili prokuristi svetega Marka, drugi najvišji dostojanstveniki v vladi Beneške republike, ki so bili zadolženi za upravljanje zakladnice bazilike svetega Marka ter finančne zadeve državnih oddelkov in skrbniških skladov, ustanovljenih v imenu verskih in dobrodelnih ustanov.
Procuratie Vecchie na severni strani trga je bila zgrajena med vojno  Kambrejske lige v začetku 16. stoletja, da bi nadomestila prejšnjo strukturo, poškodovano v požaru. Čeprav je vojna naložila finančne omejitve in omejene inovacije, je bila kljub temu prva večja javna stavba v Benetkah, ki je bila postavljena v povsem klasičnem slogu. V njej so bila vedno stanovanja, ki so jih prokuristi najemali kot vir prihodkov za financiranje gradbenih projektov in popravil. Prihodki od najemnin so bili zaradi prestiža lokacije precejšnji. Toda stanovanja so bila sčasoma prodana, da bi zbrali takojšen denar za vlado, in več jih je bilo pozneje preurejenih v klubske hiše.
Procuratie Nuove na južni strani so bila uradna bivališča prokuratorjev. Zgrajena med poznim 16. in sredino 17. stoletja, da bi nadomestila vrsto dotrajanih srednjeveških struktur, je predstavljala vrhunec obsežnega programa urbane prenove, ki je trajala več kot sto let, in je globoko preoblikovala beneško mestno središče ter mu dala videz odličnega klasičnega foruma. Tako uradne rezidence v Procuratie Nuove kot najemna stanovanja v Procuratie Vecchie so bile zgrajene nad arkadami s prostorom v pritličju, ki je bil oddan za trgovine, delavnice in pozneje kavarne, vključno z zgodovinsko Caffè Florian, Caffè Quadri in Caffè. Lavena.
Procuratie Nuovissime (najnovejše Procuracies, znane tudi kot Napoleonovo krilo) je bila zgrajena v drugem obdobju francoske okupacije (1805–1815), ko se je po padcu Beneške republike Procuratie Nuove spremenila v rezidenco vicekralja Kraljevine Italije. Danes je v velikem delu Procuratie Nuove in Napoleonovega krila muzej Correr.